# Глен-Мор
Глен-Мор (англ. Glen More, гэльск. Gleann Mòr), также Грейт-Глен (англ. Great Glen) — узкая долина на севере острова Великобритания, расположена в тектонической впадине, которая проходит по Северо-Шотландскому нагорью и разделяет его на северо-западную часть и Грампианские горы. Долина тянется 97 км с северо-востока на юго-запад — от залива Мори-Ферт у города Инвернесс до залива Лох-Линне у Форт-Уильяма. Находится на территории крупнейшей области Шотландии Хайленд.
Крайние точки долины соединены судоходным Каледонским каналом, который проходит по озёрам ледникового происхождения Лох-Несс, Лох-Ойх и Лох-Лохи. Поверхность низменности занимают торфяники и вересковые пустоши. У южного окончания долины находится высочайшая вершина Великобритании — гора Бен-Невис.
О произошедшем в Шотландии восстании якобитов 1715 года напоминают несколько фортов (Форт-Уильям, Форт-Огастус, Форт-Джордж). В 2002 году по долине открыт пешеходный маршрут Great Glen Way.